# Lutwian Mołłowa
Lutwian Achmedowa Mołłowa bułg. Лютвиян Ахмедова Моллова (ur. 18 grudnia 1947 w Kazanłyku, zm. 19 sierpnia 2020 w Stambule) – bułgarska lekkoatletka, która specjalizowała się w rzucie oszczepem.
W 1972 roku zajęła 4. miejsce podczas igrzysk olimpijskich w Monachium. Brązowa medalistka uniwersjady w Moskwie (1973). Czwarta zawodniczka mistrzostw Europy z 1974 roku. W latach 1971–1974 dziewięciokrotnie poprawiała rekord Bułgarii (od 55,68 do 62,60). W 1973 zajęła drugie miejsce, a dwa lata później trzecie w finale A pucharu Europy. Wielokrotna medalistka mistrzostw Bułgarii. Rekord życiowy: 62,60 (4 sierpnia 1974, Sofia).